# Áo chàm

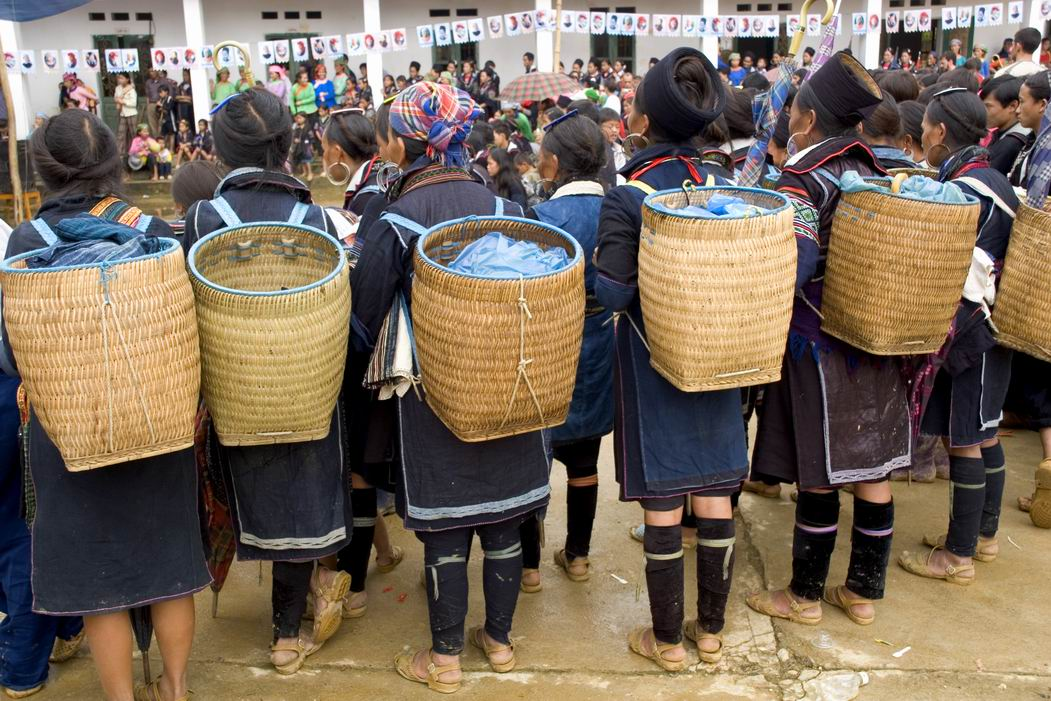

Áo chàm là một loại trang phục truyền thống của dân tộc Tày, Nùng, Thái và nhiều dân tộc khác trên vùng núi cao phía Bắc Việt Nam. Chàm chính là tên loại thực vật dùng nhuộm màu chàm rất đặc trưng cho loại áo này. Hiện nay, loại trang phục truyền thống này đang có nguy cơ mai một nghiêm trọng.

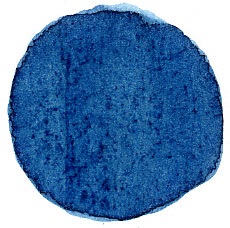
màu chàm

| “ | Áo, váy chàm của người Tày có từ bao giờ mình cũng không biết nữa vì khi lớn lên đã thấy nó rồi. Nhưng nét đẹp văn hoá của áo chàm không chỉ ở bên ngoài, nó ẩn chứa bên trong sự thùy mị, nết na, khéo léo của người con gái | ” |

## Sản xuất

cây chàm dùng nhuộm vải

Để sản xuất những bộ áo chàm hay khăn vấn đầu, người Tày tự sản xuất vải hoặc mua vải tấm từ miền xuôi về cắt khâu thành bộ áo váy nữ và áo dài nam. tiếp theo, dùng cây chàm lấy trên rừng ngâm nước cho ra màu xanh đen. Dùng vôi đổ vào nước chàm khoắng để bột chàm lắng xuống đáy chậu rồi tiếp tục lấy bột này khoắng với tro bếp đến khi nước chàm lên men đỏ thì xong phần nước chàm. Lấy vải nhúng vào nhuộm rồi mang ra phơi, hôm sau lại lặp lại động tác nhúng và phơi khô liên tục đến khi trang phục có màu đen nhánh là được.. Về cơ bản, hầu hết áo chàm đều không có hoa văn như trang phục của các dân tộc thiểu số khác.
Để bảo quản, người ta thường gấp gọn vải chàm hay trang phục chàm vào hòm, ướp lá hắc hương cho thơm.

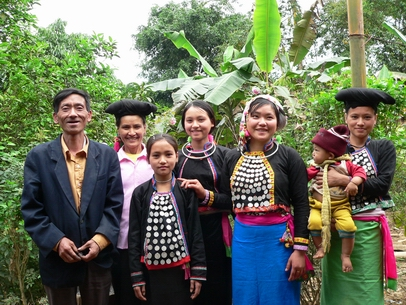
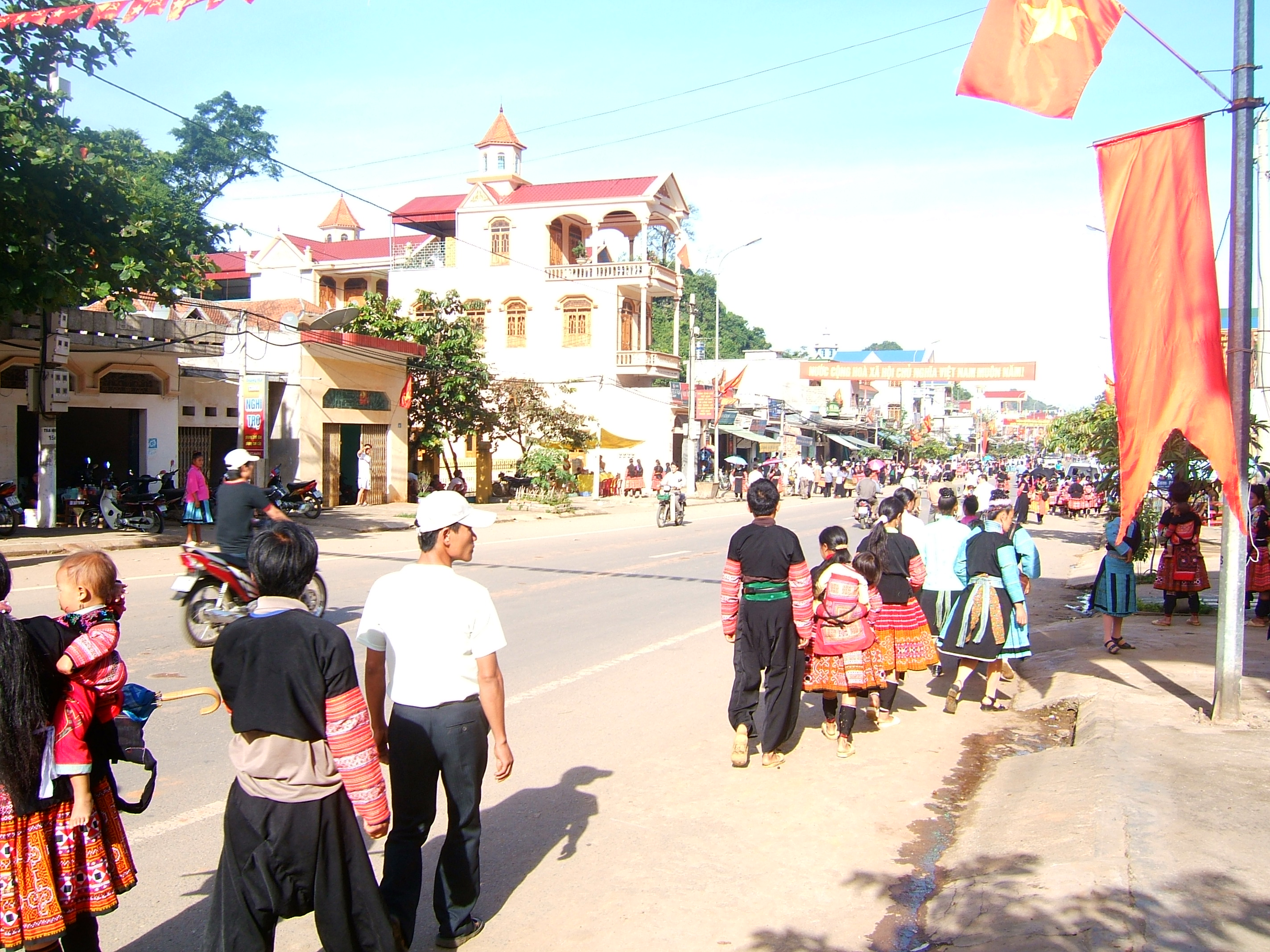

## Sử dụng
Bộ y phục cổ truyền của người Tày làm từ vải tự dệt, nhuộm chàm, không thêu thùa hay trang trí. Phụ nữ mặc váy hoặc quần với áo cánh ngắn ở bên trong và áo dài ở bên ngoài. Tùy theo địa hình sinh sống mà có nhóm mặc áo ngắn hơn một chút hay quấn khăn thành chóp nhọn trên đỉnh đầu. Nam giới Tày mặc áo cánh ngắn gọi là slửa cỏm (áo cỏm), áo dài, quần và giày vải. Áo cánh bốn thân là loại xẻ ngực, cổ tròn cao, không cầu vai, xẻ tà, cài cúc vải (thường bảy cái) và hai túi nhỏ phía dưới hai thân trước. Trong dịp tết, lễ, hội thì đàn ông mặc thêm áo dài xẻ nách phải,đơm cúc vải. Quần và khóa may cùng chất liệu vải chàm như áo, cắt kiểu quần đũng chéo,dài tới mắt cá chân, độ choãng vừa phải, có cạp rộng không luồn rút, khi mặc có dây buộc ngoài.

## Đa dạng
Ngoài áo váy họ còn sản xuất mặt chăn, dây dao, thắt lưng thổ cẩm với đường nét hoa văn cầu kỳ, sặc sỡ như: rồng, nhện, én, quả trám, cái cày, rùa, nhện, mặt trời, hoa...,... Các phụ kiện này đòi hỏi các thiếu nữ Tày phải tự trồng dâu nuôi tằm, ươm tơ, xe sợi để chất lượng vải tốt hơn. Vải sau khi ngâm cũng hoàn toàn bằng chàm và tạo các màu sắc khác biệt sẽ được may thành các phụ kiện thích hợp. Các cô gái miền cao cũng thường trồng bông để tự làm lõi chăn bông.
Người Tày còn có áo mớ ba, nón ba tầm giống như liền chị quan họ, mặc trong các ngày rằm, hay lễ tết. Các cô gái tặng dây dao cho người yêu để thể hiện tình cảm.

## Ảnh hưởng văn nghệ
Áo chàm ảnh hưởng mạnh trong văn học từ các tác phẩm cận và hiện đại, đặc biệt là các tác phẩm viết tại chiến khu Việt Bắc như Việt Bắc của Tố Hữu cho tới ca dao.
| “ | Áo chàm đưa buổi phân ly Cầm tay nhau biết nói gì hôm nay | ” |

| “ | Áo chàm - thấp thoáng - ngập ngừng Em đi chợ hội hương rừng bay theo Tiếng Sli lơ lửng đỉnh đèo Bóng áo chàm để nắng chiều lâng lâng. | ” |

Trong âm nhạc, hình ảnh chiếc áo chàm đã trở nên bất hủ qua câu hát của Phạm Duy: 
| “ | Chiều ơi! Áo chàm về quảy lúa trên vai. In hình vào sườn núi chơi vơi, ới chiều...! | ” |

## Mai một bản sắc
Áo chàm cũng như nhiều các nét văn hóa các dân tộc Tày, Nùng, Thái đang trong tình trạng mai một nghiêm trọng. Những năm 1966 do làm ruộng đồng, nương rẫy vướng víu, các cô gái Tày chuyển sang mặc áo cỏm và váy ngắn. Hậu quả là thiếu nữ Tày bây giờ không biết làm áo chàm, dệt mặt chăn, dây dao thổ cẩm,... không biết cách mặc trang phục truyền thống của dân tộc mình và thậm chí từ chối mặc trang phục chàm vì...không hợp mốt, vì mất thời gian.... Hiện nay,trừ các người già ra thì các thanh niên mặc áo chàm như một thủ tục. Thiếu nữ Tày ra khỏi làng mặc các loại trang phục hiện đại như quần bò.
| “ | Ở trường của tôi, nhiều học sinh dân tộc Nùng không biết quấn khăn đầu theo kiểu người Nùng, không biết thắt dây lưng áo chàm. Có lần tôi ra đề bài cho học sinh kể về lễ hội lồng tồng (lễ hội xuống đồng đầu năm của người Tày, Nùng - PV), một số em viết rằng đó là ngày mà mọi người tụ hội và cùng... đánh bóng chuyền" | ” |